# Richard Wall

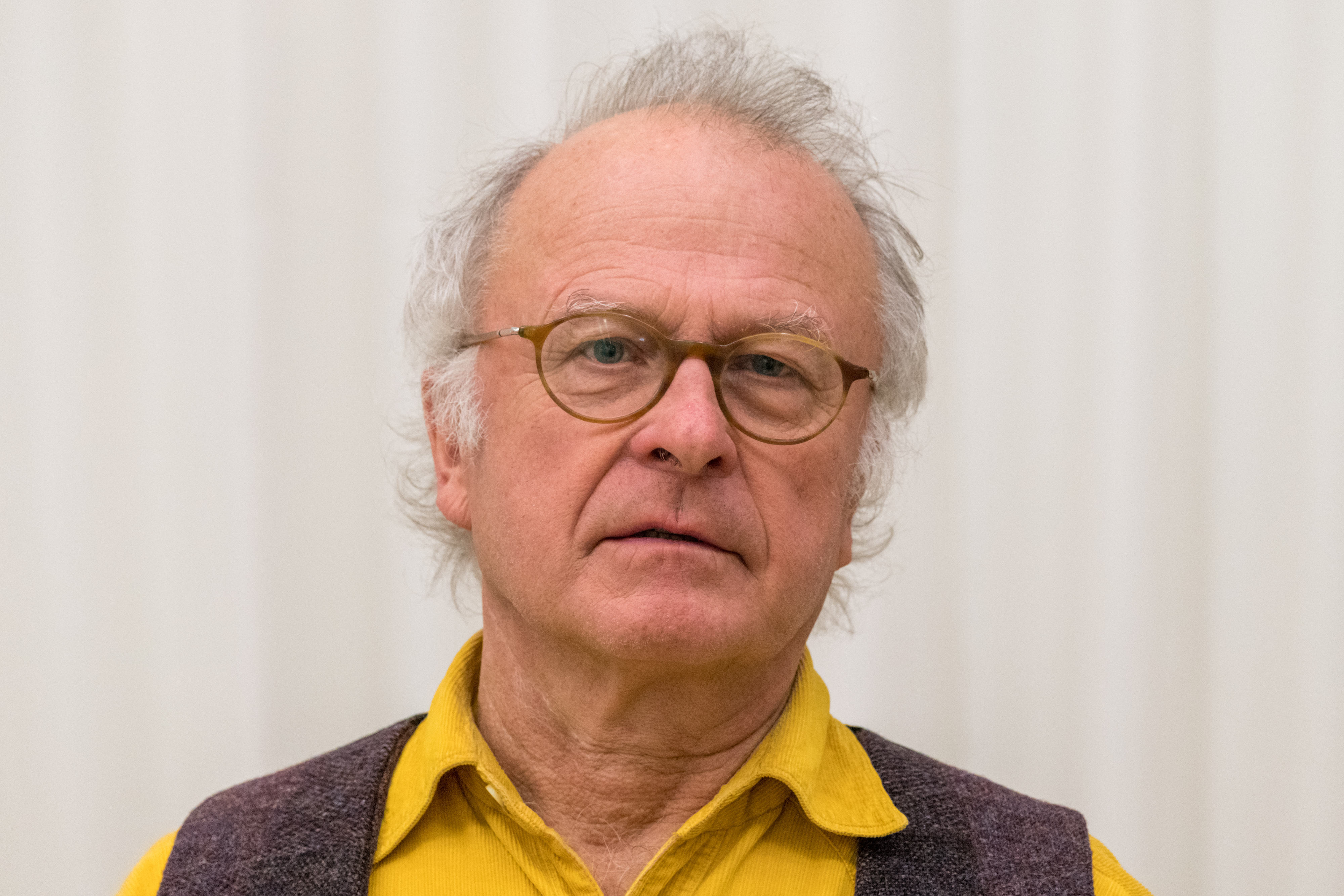
Richard Wall (2019)

Richard Wall (* 7. Dezember 1953 in Engerwitzdorf) ist ein österreichischer
Schriftsteller, bildender Künstler und Übersetzer.

## Leben
Der in Engerwitzdorf und bei Langschlag im Waldviertel lebende Autor arbeitet literarisch vor allem in den Bereichen Lyrik, Essay und Prosa, als bildender Künstler vorwiegend im Grenzbereich zwischen Text und Bild, Mischtechnik und Collage.
Richard Wall studierte an der Universität für künstlerische und industrielle Gestaltung Linz Kunsterziehung und Malerei.
Seit 1981 werden seine Werke in Ausstellungen präsentiert. Er veröffentlicht seine Bilder und Texte seit 1980 in Anthologien, Kultur- und Literaturzeitschriften und ist Mitglied der Grazer Autorenversammlung, der IG Autorinnen Autoren und des Literaturkreises Podium. Wall gehört neben Peter Assmann, Ferdinand Götz und Paul Jaeg der Künstlergruppe Sinnenbrand an.
1990 bis 2008 organisierte Wall die „Tage irischer Literatur/The Road West“ im Stifterhaus Linz. Für die Grazer Autorenvereinigung arbeitete er als Organisator und Moderator der Reihe „Literatur aus Tschechien“ in Zusammenarbeit mit dem Stifterhaus Linz. 2002 nahm er am Festival „Poezie bez hranic“ in Olmütz und 2007 am Jan-Smrek-Festival in Bratislava teil.
2019 wurde er als ordentliches Mitglied der Klasse der Künste und Kunstwissenschaften in die Sudetendeutsche Akademie der Wissenschaften und Künste berufen.

## Werk
Im Jahr 1989 erschien im Verlag Bibliothek der Provinz ein Reisejournal über Irland Blackthorn / Mit der Sichel das Korn. mit Gedichten von Moya Cannon und Francis Harvey. 1992 folgten im gleichen Verlag unter dem Titel Sommerlich Dorf. Vom schöneren Leben auf dem Lande das fotografische und literarische Werk, 1995 der Gedichtband Schwellenlicht Schattenbahn. 1996 folgten Reiseskizzen und Essays von ihm unter dem Titel Steine, Spuren, Labyrinthe. 1997 kam im Ritter Verlag die HerzAsphaltMörderGrubenRhapsodie heraus, eine rhythmische Prosa in drei Kapiteln, die kritisch, auch sprachkritisch, das Landleben und die Zeitumstände reflektiert. 1999 wurde das Foto-Essay Wittgenstein in Irland veröffentlicht, ein Werk, in dem sich Wall mit den Arbeitsaufenthalten Wittgensteins in Irland auseinandersetzt und den Einfluss der Landschaft auf das Denken beschreibt. 2000 erschien im Grasl Verlag der Gedichtband Stein- und Neonschrift. Das in Struktur und Charakter an das gleichnamige Kartenspiel angelehnte Siebzehn und Vier erschien 2003. Den Gedichten sind jeweils lyrische Ausrisse diverser Poeten vorangestellt, Sätze etwa von Fernando Pessoa, Hans Eichhorn oder Waltraud Seidlhofer. 2004 erschien Richard Walls mit Collagen bebilderter Lyrikband namens Anonyme Inventuren. Ab dem Gedichtband Am Rande konzentrieren sich seine Texte auf die Veränderungen auf dem Lande, auf die Pseudourbanisierung der Dörfer, vor allem des Mühl- und Waldviertels. Unterwegs sein und Bewegung beschreibt Wall in seinem Werk Kleines Gepäck. Seine Kindheit in Oberösterreich beschreibt Richard Wall in Feld, Wiese, Apfel, Stadel, Stall, Sau, Pferd, Kuh, Ofen, Brot oder Holz. Mit dem Thema Land beschäftigt sich Wall auch in dem Band Das Jahr der Ratte, einem Tagebuch über das Jahr 2020, das er 2021 herausgab. Anlässlich seines 70. Geburtstages veröffentlichte er im Dezember 2023 sein Buch In Bewegung.
„Der reflektierende Augenmensch Wall wird so zu einem Bewahrer der Bilder der bäuerlichen Welt, ähnlich wie ein anderer lyrischer Bewahrer, der Sachse Wulf Kirsten.“ Klaus Gasseleder im Freibord, Wien
„Das ist das Schöne an Walls Kunst, dass er behutsam und frei wie Kramer den Blick auf das Abseitige richtet, auf Verrichtungen, Empfindungen, Gegenstände, sie aus der Isolation herausbricht, ihnen die Bedeutung zurückgibt, der sie verlustig gegangen sind.“ Erich Hackl, Spectrum Die Presse.

## Werke (Auswahl)
- Blackthorn / Mit der Sichel das Korn. Irisches Reisejournal mit Gedichten von Moya Cannon und Francis Harvey, Verlag Bibliothek der Provinz, Linz/Weitra 1989, ISBN 978-3-900878-14-6
- Sommerlich Dorf. Verlag Bibliothek der Provinz, Weitra 1992, ISBN 978-3-900878-82-5
- Schwellenlicht. Schattenbahn. Gedichte (1987–1993), Verlag Bibliothek der Provinz, Linz/Weitra 1995, ISBN 978-3-85252-063-6
- Steine, Spuren, Labyrinthe. Reiseskizzen von Venedig, Irland und Böhmen. Mit Essays über Ezra Pound, Dylan Thomas, Bohumil Hrabal, Ludwig Wittgenstein, Tim Robinson. Verlag Grosser Linz 1996
- HerzAsphaltMörderGrubenRhapsodie. Ritter Verlag Klagenfurt 1999, ISBN 978-3-85415-211-8
- Wittgenstein in Irland, Ritter Verlag Klagenfurt 1999, ISBN 978-3-85415-260-6
- Stein- und Neonschrift: Gedichte. Grasl Verlag Baden bei Wien 2000 (= Lyrik aus Österreich. Band 84), ISBN 3-85098-251-3
- Klemens Brosch oder eine Einübung ins Unmögliche. Ein Triptychon, Ritter Verlag Klagenfurt/Wien 2001, ISBN 978-3-85415-289-7
- Siebzehn und Vier. Gedichte und Balladen, Linz 2003, ISBN 3-85285-111-4
- Anonyme Inventuren / Anonymni inventury. Gedichte zweisprachig (tschechisch / deutsch). Übersetzung ins Tschechische von Josef Hruby. 7 Bilder. Pilsen 2004, ISBN 80-86446-15-8
- Am Rande. Gedichte 1996–2005. Rimbaud Verlag, Aachen 2006, ISBN 3-89086-606-9
- Rom. Ein Palimpsest. Roman. Kitab-Verlag Klagenfurt 2006, ISBN 978-3-902005-82-3
- Unter Orions Lidern. Gedichte, Löcker Verlag, Wien 2009, ISBN 978-3-85409-523-1
- Connemara. Im Kreis der Winde. Prosa, mit Fotografien des Autors, Mitter Verlag, Wels 2011, ISBN 978-3-9502828-6-3
- Gehen gegen den Wind. Gedichte. Notate. Stimmen. Löcker Verlag, Wien 2012, ISBN 978-3-85409-619-1
- Irgendetwas zieht immer weitere Kreise. Bukolische Prosa. Wildleser Verlag, Erlangen 2012
- Ausgewählte Gedichte. Richard Wall (= Podium Porträt. Nr. 73). Podium, Wien 2013, ISBN 978-3-902886-08-8
- Kleines Gepäck. Unterwegs in einem anderen Europa. Kitab Verlag, Klagenfurt 2013, ISBN 978-3-902878-06-9
- Streith, Gedichte, Neue Lyrik aus Österreich. Band 6, Verlag Berger, Horn 2014, ISBN 978-3-85028-620-6
- In der Leere das Sitzen. In der Drift der Tage. Kurzprosa. Löcker Verlag, Wien 2014, ISBN 978-3-85409-739-6[10]
- Feld, Wiese, Apfel, Stadel, Stall, Sau Pferd, Kuh, Ofen, Brot oder Holz. Bruchstücke einer Biographie. Mit Offsetlithographien von Andreas Ortag. Edition Thurnhof, Horn 2015
- Achill. Verse vom Rande Europas. Gedichte auf Englisch und Deutsch. Mit Mischtechniken von Martin Anibas. Literaturedition Niederösterreich, St. Pölten 2016, ISBN 978-3-902717-34-4
- Gehen. Stadtlichter Presse, Wenzendorf 2019, ISBN 978-3-947883-06-6
- Streumond und Nebelfeuer. Gedichte, Löcker Verlag, Wien 2019, ISBN 978-3-85409-960-4[11]
- Am Äußersten. Irlands Westen, Tim Robinson und Connemara. Wildleser Verlag, Erlangen 2020, ISBN 978-3-923611-83-6[12][13]
- Das Jahr der Ratte. Ein pandämonisches Diarium. Löcker Verlag, Wien 2021, ISBN 978-3-99098-082-8
- In Bewegung. Annäherung und Begegnungen. Löcker Verlag, Wien 2023, ISBN 978-3-99098-154-2
- Sprachherde und Wegezeichen. Löcker Verlag, Wien 2023, ISBN 978-3-85409-509-5
- Locker vom Hocker. Verlag Bibliothek der Provinz, Weitra 2023, ISBN 978-3-99126-203-9[14]
- Die nahrhafte Verzweiflung des Wirklichen, Löcker Verlag, Wien 2025, ISBN 978-3-99098-213-6

## Ausstellungen (Auswahl)
- MAIL - ART. Anna und Karel Kocourkovi / Richard Wall, Kulturhaus Bruckmühle, Pregarten (2006)
- Grüße an das russische Volk: 7 Jahre Bilderpost und Schriftverkehr. Hans Eichhorn – Richard Wall. StifterHaus Linz (2003)
- Schnittstellen: Literatur & Bildende Kunst, 30 Jahre GAV & 30 Jahre Kunstuniversität Linz, Kunstuniversität Linz (2003)
- Rose, o reiner Widerspruch …, Galerie Artmark, Wien (2007)
- Schloss Zell an der Pram, mit Gruppe Sinnenbrand (2008)
- Galerie Wolf Ruprecht, Obermühl (2008)
- Schloss Blatná, Südböhmen (2008)
- Galerie CART, Pregarten (2009)
- Phantastische Bibliothek Wetzlar (2010)
- Deutschvilla Strobl (2011)
- Kopf an Kopf, Galerie der Generaldirektion der Generali Gruppe in Linz (2013)

## Stipendien und Auszeichnungen
- Romstipendium des Bundeskanzleramtes (2001)
- Projektstipendium des Bundeskanzleramtes für Rom. Ein Palimpsest (2002)
- Stipendium des Büros für kulturelle Auslandsbeziehungen des Landes OÖ in Paliano/Latium (2004)
- Stipendiat in der Villa Stonborough-Wittgenstein-Gmunden (2004)
- Buchpreis des Bundeskanzleramtes für Rom. Ein Palimpsest (2006)
- Stipendium mit Atelieraufenthalt im Egon Schiele Art Centrum in Český Krumlov (2007)[15]
- „Buchprämie 2009“ des Bundesministeriums für Unterricht, Kunst und Kultur für den Gedichtband Unter Orions Lidern
- Artist in Residence, Heinrich Böll-Cottage, Achill, Irland (2014)
- Projektstipendium des Bundeskanzleramtes 2016/17[16]
- Einladung zum XI. Internationalen Lyrikfestival „Meridian“ in Czernowitz, Ukraine (2020)